# سباستین برتولی
سباستین برتولی (انگلیسی: Sebastián Bertoli؛ زادهٔ ۱۶ اکتبر ۱۹۷۷) بازیکن فوتبال اهل آرژانتین است.